# Sialis fuliginosa
Sialis fuliginosa là một loài côn trùng trong họ Sialidae thuộc bộ Megaloptera. Loài này được F. Pictet miêu tả năm 1836.

## Hình ảnh

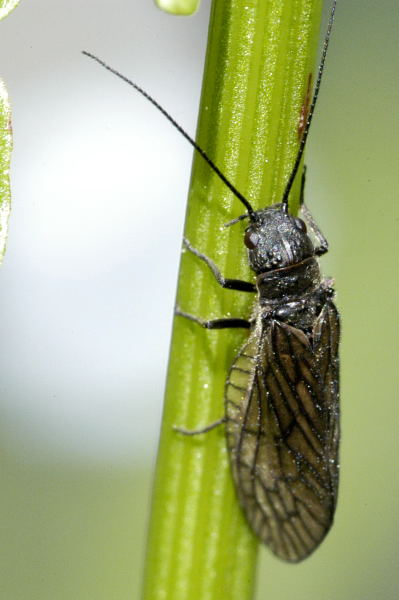
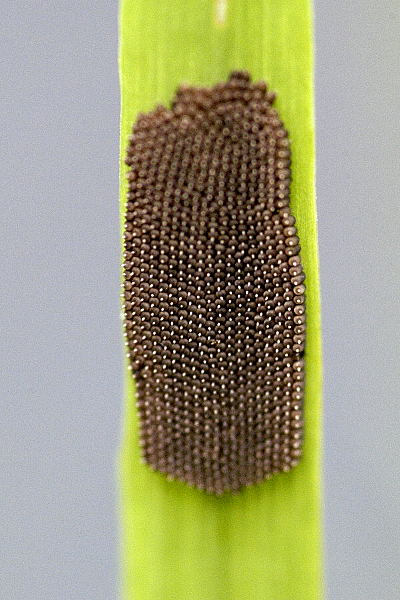
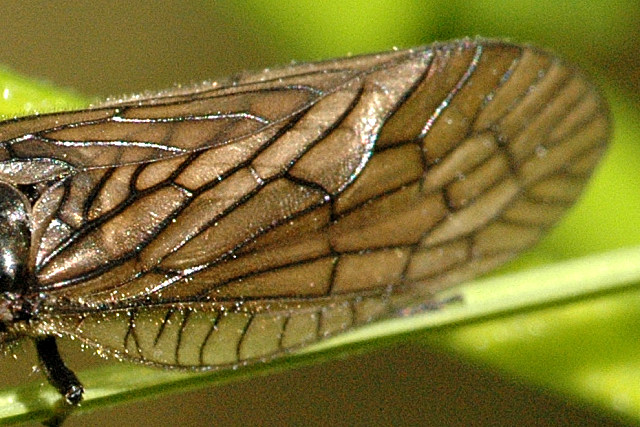